# Ningwu
Ningwu är ett härad som lyder under Xinzhous stad på prefekturnivå i Shanxi-provinsen i norra Kina.